# Phytocoris hyampom
Phytocoris hyampom är en insektsart som beskrevs av Bliven 1966. Phytocoris hyampom ingår i släktet Phytocoris och familjen ängsskinnbaggar. Inga underarter finns listade i Catalogue of Life.